# Cyklina

Cyklina "łabędzia szyja" oraz sposób pracy cykliną

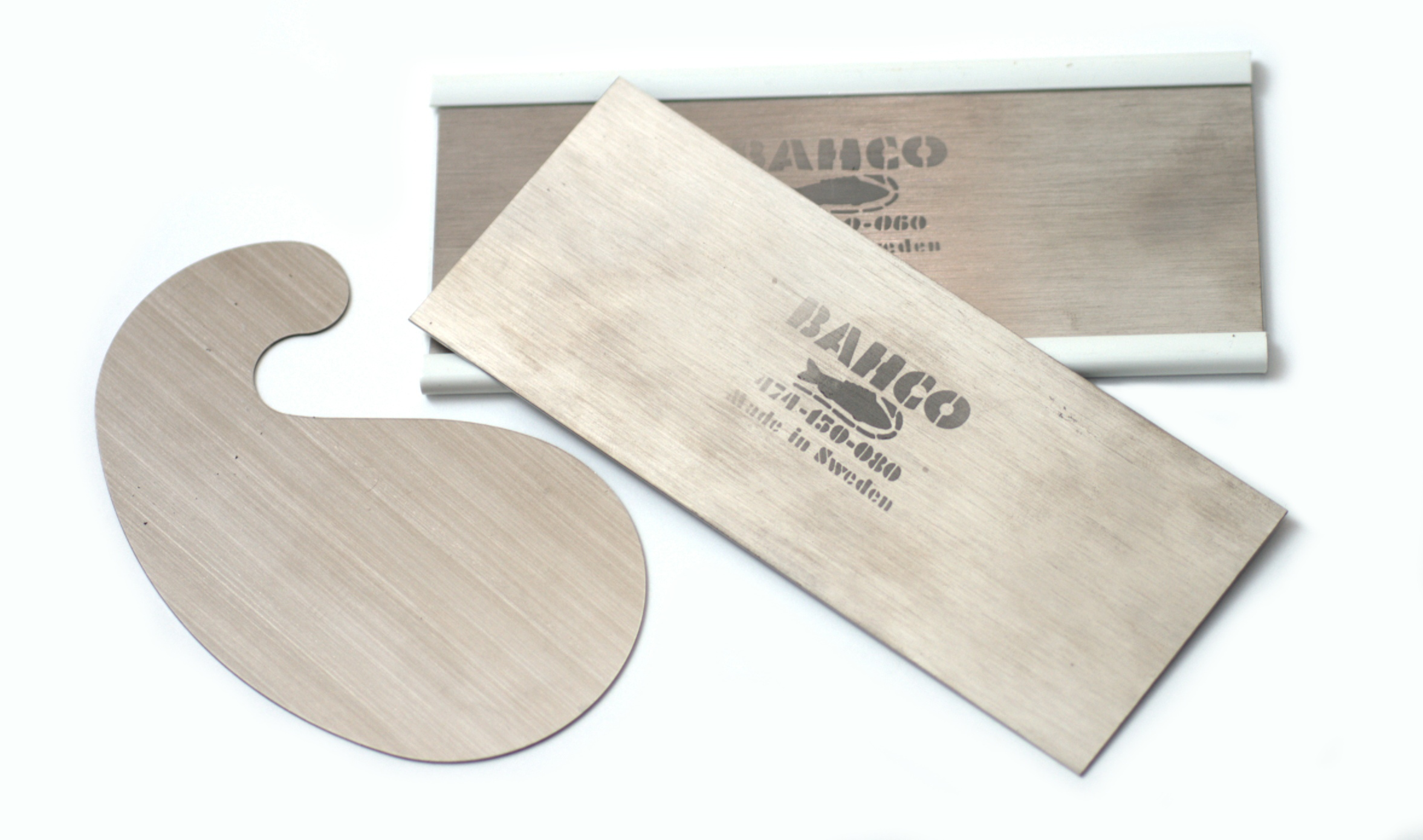
Kształty cyklin

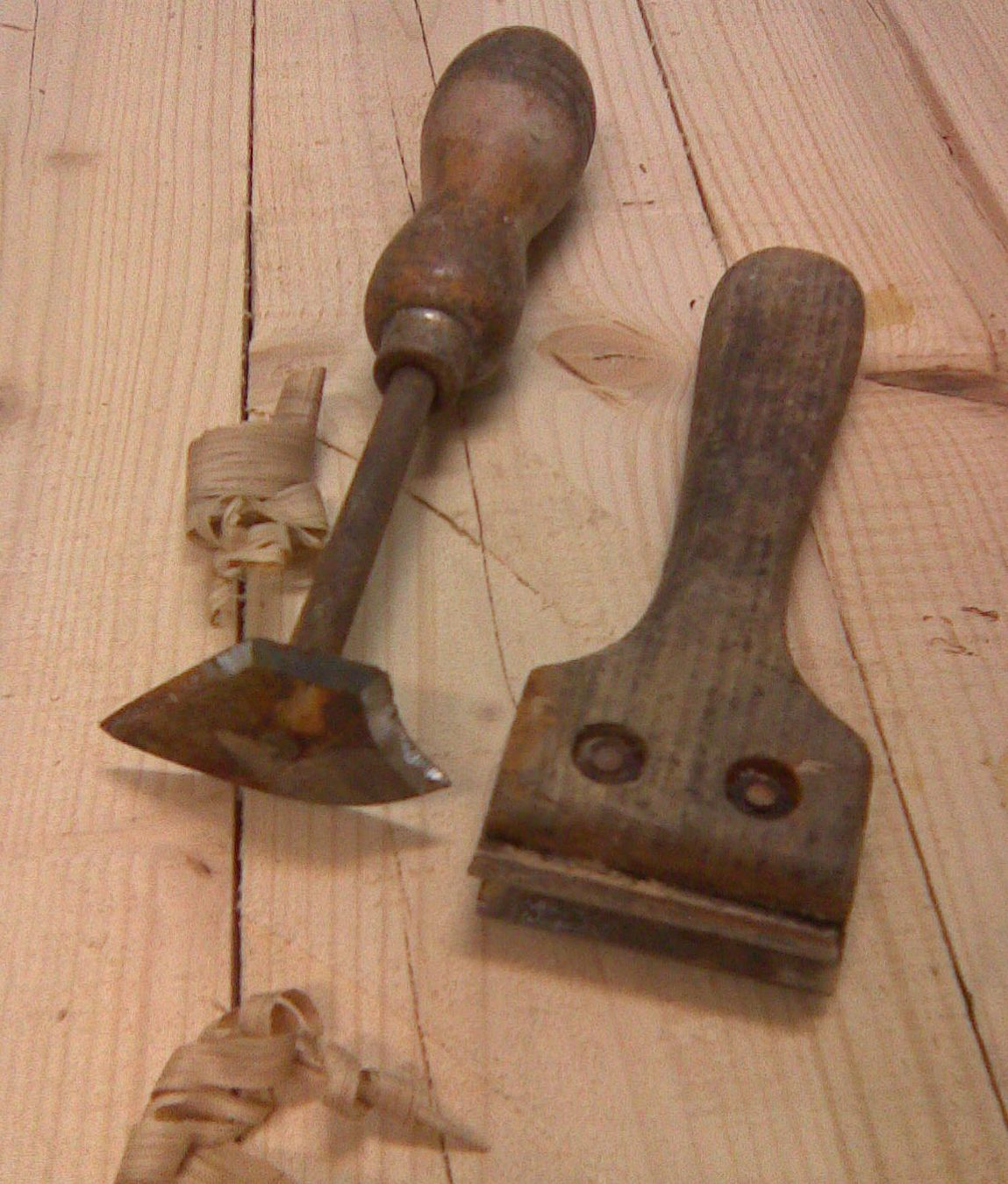
Skrobak i cyklina

Cyklina – ręczne narzędzie stolarskie służące do wygładzania powierzchni drewna. Nazywana również gładzicą. Używane obecnie m.in. do wygładzania niedostępnych dla cykliniarki mechanicznej fragmentów podłóg drewnianych.
Występuje w formie stalowej płytki (prostokątnej lub zaokrąglonej - "łabędzia szyja") o grubości od 0,4 do 1,2 mm. Krawędzie płytki wstępnie oszlifowane pod kątem prostym muszą być zawinięte (zaciągnięte) stalką aby mogły właściwie cyklinować powierzchnię. 
Inne odmiany cykliny to tzw. skrobaki. Tam zaostrzona płytka stalowa jest zamocowana w specjalnym uchwycie, czasem z możliwością regulacji kąta nachylenia i wygięcia ostrza.